# Wallichia oblongifolia
Wallichia oblongifolia är en enhjärtbladig växtart som beskrevs av William Griffiths. Wallichia oblongifolia ingår i släktet Wallichia och familjen Arecaceae. Inga underarter finns listade i Catalogue of Life.